# Justyna Iskrzycka
Justyna Iskrzycka (Bielsko-Biała, 7 de novembro de 1997) é uma canoísta polonesa, medalhista olímpica.

## Carreira
Iskrzycka conquistou a medalha de bronze nos Jogos Olímpicos de Verão de 2020 em Tóquio na prova de K-4 500 m feminino, ao lado de Karolina Naja, Anna Puławska e Helena Wiśniewska, com o tempo de 1:36.445 minuto.